# Виган, Гануш
Гануш Виган (чеш. Hanuš Wihan, полное имя Ян Йозеф Йиндржих Мария Виган, чеш. Jan Josef Jindřich Maria Wihan; 5 июня 1855, Полице — 1 мая 1920, Прага) — чешский виолончелист.
В 1867—1873 гг. учился в Пражской консерватории у Франтишека Гегенбарта, стажировался в Санкт-Петербурге у Карла Давыдова. Сразу после этого стал преподавать в Музыкальной академии «Моцартеум» в Зальцбурге, в 1874—1875 гг. играл в частном оркестре Павла Дервиза, затем в оркестре Беньямина Бильзе в Берлине. После работал в придворных капеллах Зондерсхаузена и Мюнхена, где играл также в квартете. С 1888 года профессор Пражской консерватории по классам виолончели и камерного ансамбля. В 1891 году организовал Чешский квартет, в котором первоначально отдал пульт виолончели своему ученику Отто Бергеру, но в результате тяжёлой болезни последнего в 1894—1914 гг. выступал в составе коллектива сам. Антонин Дворжак, по разным поводам сотрудничавший с Виганом, предназначал для него свой виолончельный концерт, к которому Виган предложил целый ряд поправок, многие из которых были приняты. По стечению обстоятельств премьеру концерта исполнил не Виган, а Лео Стерн, однако в дальнейшем Виган неоднократно играл его, в том числе с оркестром под управлением автора.